# Иов (Рогожин)
Епи́скоп И́ов (в миру Флего́нт Ива́нович Рого́жин; 1883, станица Червленая, Терская область — 20 апреля 1933, Северный край) — единоверческий епископ Русской православной церкви, епископ Мстёрский, викарий Владимирской епархии.

## Биография
Родился в 1883 году в станице Червлённая Терской области в казачьей семье и принадлежал к старинному роду гребенских старообрядцев.
В 1905 году Флегонт вместе с братом Виктором окончил Ардонскую духовную семинарию, после чего поступил в Казанскую духовную академию. Во время учёбы в академии был пострижен в монашество и рукоположён в сан иеромонаха.
В 1909 году окончил Казанскую духовную академию со степенью кандидата богословия за диссертацию «Аскетическое учение о страстях» и назначен преподавателем Самарской духовной семинарии.
22 ноября 1911 года назначен помощником смотрителя Клеванского духовного училища Волынской епархии.
27 августа 1913 года становится смотрителем Саратовского духовного училища в сане архимандрита.
9 мая 1920 года хиротонисан в сан епископа Вольского, викария Саратовской епархии.
Вольск с его величественным единоверческим собором Рождества Христова с начала XIX века был одним из центров единоверческого движения. Епископ Иов управлял единоверческими приходами епархии.
В конце апреля 1922 года архиепископ Саратовский Досифей (Протопопов) был арестован. Управление Саратовской епархией он передал викарию Вольскому Иову.
Будучи в течение недолгого времени управляющим Саратовской епархией, владыка Иов, как и архиепископ Досифей, проявил готовность пожертвовать многие церковные ценности на нужды голодающего народа России. Однако его непримиримая борьба с обновленцами вызывала недовольство ОГПУ.
Епископ Иов стремился всячески отмежеваться от «живоцерковников», от их «ВЦУ», освободиться от всякого вмешательства со стороны «ВЦУ» в жизнь Саратовской епархии. Вместе с тем представлялось желательным освободиться и от необходимости формального подчинения Патриаршему управлению, которое фактически не осуществлялось, а в то же время давало повод обвинять его сторонников в нелояльности по отношению к советской власти. Во всех храмах вопрос об автокефалии обсуждался на приходских собраниях. Затем были избраны делегаты на общегородское собрание духовенства и мирян. Оно состоялось под председательством епископа Иова, который был сторонником автокефалии, однако вопрос не был решён вследствие его значительной канонической сложности.
Вскоре после этого собрания епископ Иов уехал из Саратова на Северный Кавказ — на свою родину к терским казакам.
В ноябре 1922 года назначен епископом Пятигорским и Прикумским, викарием Ставропольской епархии.
26 сентября 1923 года Патриархом Тихоном назначен епископом Бакинским, управляющим Закавказским экзархатом.
В своём прошении от 7/20 ноября 1923 года на имя Патриарха Тихона написал, что в Пензу попасть не может, что по его сведениям, Православной церкви там нет, а только ещё пытается организоваться местная община. В Москве пережидать трудно — «…ищут его души настойчиво…» и просил направить в Пятигорск. 26 ноября года Патриарх Тихон наложил резолюцию: «в связи с уклонением Преосвящ. Макария, епископа Пятигорского, в обновленчество — увольняется, и епископом назначается Иов».
В рапорте временного духовного правления в Ессентуках Пятигорской епархии Патриарху Тихону от 26 марта/8 апреля 1924 года значилось: «С назначением и приездом в епархию епископа Иова дело объединения православных общин пошло еще успешнее, несмотря на то, что епископ отсидел 2 недели при Пятигорском ГПУ и в настоящее время живет безвыездно у родных в ст. Червленной, Дагестанской обл., вследствие подписки, данной ГПУ. Дабы поправить свои дела, живоцерковники выписали в Пятигорск для чтения лекций гр. Введенского, а гражданская власть высылает в Хиву и Бухару 8 чел. из числа сидевших осенью в тюрьме. Но и эти меры живоцерковникам плохо помогают. В массе народной настроение определенно антиобновленческое и, благодарение Богу, и среди духовенства начал пробуждаться и крепнуть дух исповедничества». Также Патриарха Тихона просили возбудить ходатайство о регистрации епископа Иова, так как
губернские власти от неё уклонились.
Весной 1925 года он принимает участие в совещании архиереев по поводу смерти Патриарха Тихона и вместе с другими епископами 12 апреля 1925 года подписывает акт о передаче высшей церковной власти митрополиту Петру (Полянскому).
27 ноября 1925 года Пятигорское викариатство было упразднено.
В 1926 году назначен епископом Усть-Медведицким, викарием Донской епархии, с правом управления данной епархией.
В начале 1927 году был арестован и приговорен к ссылке. Находился в Соловецком лагере особого назначения, затем был освобождён.
С 1927 года — епископ Мстёрский, викарий Владимирской епархии.
Проживал по улице Большой Миллионной, а затем — улице Кузнецкой во Мстёре Вязниковского района Владимирской области.
В январе 1928 года совершил во Мстёре отпевание и погребение своего предшественника на Мстёрской кафедре — епископа Амвросия (Сосновцева).
17 февраля 1930 года был арестован. 21 июня 1930 года тройка при полномочном представительстве ОГПУ СССР по Ивановской области приговорила его за «антисоветскую деятельность» к трём годам ссылки в Северный край.
Скончался 20 апреля 1933 года в лагере.
9 января 1959 года реабилитирован Владимирским областным судом по 1930 году репрессий.